# Psychopatologie
Psychopatologie je jednou ze základních disciplín psychologie zabývající se duševními poruchami, psychickou tísní a abnormálním či maladaptivním chováním. Termín se nejčastěji používá v psychiatrii, v níž se patologie vztahuje k příznakům (symptomům) a průběhu nemoci. Hranice mezi zdravým a patologickým jedincem je velice úzká, někdy lze jednoznačně určit duševní chorobu, ale někdy je to nejasné. Vznikají pak poměrně rozsáhlé „hraniční oblasti“. Prožívá-li člověk smutek, kde přesně určíme hranici mezi přirozenou reakcí a projevem poruchy? Proto je nutné mít diagnostický systém a klasifikace, díky kterým lze rozlišit „zdravého“ a „nemocného“ jedince.
Normalita je stav, kdy je jedinec psychicky zdravý. Nemá žádné přítomné psychické poruchy, žádná porucha integrace jedince, je emočně zralý, nemá problém s kontaktem s realitou a umí se přizpůsobit ostatním a zároveň je nezávislý. Je to jev, který odpovídá předem očekávaným chováním. 
Abnormalita je odchylka od normy. Norma je to, jak se jedinec má správně chovat a jak reagovat. Může to být v oblasti sociální a také u maladaptivního chování. Vyskytují se subjektivní potíže. Občas se abnormalita objevuje i u nadaných či šťastných lidí. To, že je jedinec odlišný nemusí hned znamenat poruchu. Choroba je už objektivní skutečnost a je podpořena symptomy.

## Zjišťování poruchy
Znaky onemocnění se nejčastěji nazývají symptomy. Více symptomů dohromady se nazývají syndromy. Nějaké symptomy jsou pozorovatelné (např. tempo řeči). Některé jsou naopak naprosto nezřetelné, a hlavně subjektivní pro jedince. Nejdůležitější oblastí pro diagnostikování jsou příčiny, za jakých onemocnění vzniklo. K zjištění příčin se nejčastěji využívají terapie, pomocí kterých se odhalují daná onemocnění a jejich závažnosti. Důležité je i prevence duševních nemocnění a stavů. Pomocí diagnostického klasifikačního systému je lehčí komunikace mezi odborníky a tím lze nastavit správnou terapii, poté se pak lépe odhadne průběh a prognóza (budoucí stav) jedince. V současnosti v České republice máme klasifikační systém 10. revize Mezinárodní klasifikace nemocí. 
I v psychiatrii se můžeme setkat s kritikou těchto postupů, kdy odmítají diagnostické jednotky, přičemž diagnostika je nedílnou součástí pozdější léčby. Navíc diagnostikování pomáhá jednotlivým odborníkům si pod kódy představit dané onemocnění a komunikovat o něm. Nikdy by však nemělo toto diagnostikování sklouznout k tzv. „škatulkování“, kdy dáváme pacienty se stejnou diagnózou do jedné skupiny a ke všem přistupujeme stejně. Každý pacient je jiný a mělo by se k němu přistupovat individuálně. Proto bychom měli brát diagnózu jen jako pomocné kategorie.
Příčiny vzniku duševních poruch jsou velice komplikované, různorodé či u některých poruch stále neznámé. Příčina však občas může pomoci při léčbě. Musí se při diagnostikování koukat z „více úhlů“. Zohledňují se oblasti biologické, psychické, užší sociální rovina (rodina) a širší sociální rovina (spolužáci, kolegové, členové komunity). Všechny zmíněné oblasti jsou důležité a nejsou oddělitelné a jakmile se naruší jedna oblast, tak to ovlivní všechny. 

## Léčba a péče o pacienty s poruchou
Psychiatrická péče v České republice je realizovaná prostřednictvím psychiatrických zařízení. Spolupráce mezi jednotlivými zařízeními je klíčová pro efektivní léčbu. Důležité je i propojenost služeb psychologických, psychoterapeutických a sociálních. Pro některé je psychická hospitalizace nezbytná. Lze se nechat hospitalizovat buď v nemocničním oddělení psychiatrie, psychiatrických klinikách nebo v psychiatrických nemocnicích. Psychiatrické léčebny či nemocnice jsou většinou spádové (jsou určeny pro danou oblast). Člení se na specializovaná oddělení (psychotické, neurotické, …). Rozdíly mezi psychiatrickým oddělením, psychiatrickou klinikou a psychiatrickou nemocnicí (léčebnou) jsou druhy pacientů, které přijímají, množství, které přijímají a také v možnosti délky pacientova pobytu.
Na psychiatrických odděleních a psychiatrických klinikách trvá délka pobytu pár dní či týdnů (podle pacientova stavu). V psychiatrických léčebnách se pobyt může prodloužit na několik měsíců až několik let. Zajišťují jak dobrovolnou, tak nedobrovolnou léčbu. Následně se odlišují i léčebny pro závislé. Rozlišujeme uzavřená a otevřená psychiatrická oddělení. Uzavřená oddělení se vyznačuje omezeným pohybem pacienta. Je to nezbytné u pacientů dezorientovaných, zmatených nebo pro ty, kteří nemají kontakt s realitou. Pacienti by mohli být nebezpeční pro sebe, ale také pro okolí. Pokud to stav pacienta dovolí, tak i pacienti z uzavřeného oddělení mohou přijímat návštěvy či jít na procházku s doprovodem nebo i sami.
Oddělení otevřené je pro pacienty, kteří nemají tak vážný stav a nepotřebují neustálou kontrolu. Pokud budou dodržovat pravidla zařízení, tak se mohou volně pohybovat. 
Ambulantní psychiatrická péče umožňuje pacientům pravidelně docházet na kontroly jejich stavů a sledovat, jak onemocnění postupuje. Zde se upravuje i medikace. Mnoho psychiatrických poruch nepotřebuje hospitalizaci a vystačí si jen s ambulantní péčí. Ambulantní péče také může předcházet hospitalizaci nebo naopak může na hospitalizaci navazovat a držet poruchu „pod kontrolou“. Také slouží k tomu, aby se stav nezhoršil a nemuselo dojít k opětovné hospitalizaci. Nejdůležitější je však podchytit poruchu v čas. Existuje síť psychiatrických ambulancí, které pacientovi vyhledají nejbližší ambulanci, aby to měl co nejblíže a mohl tam v případě potřeby (např. zhoršení stavu) docházet.

## Psychopatologické poruchy
Následující kapitoly se zabývají poruchami psychopatologie. K poruchám psychopatologie patří porucha vnímání, porucha myšlení, porucha paměti, porucha řeči, porucha emocí, porucha pozornosti, porucha jednání, porucha vůle a porucha pudů. V každé z těchto kapitol je stručně popsáno, jaké choroby do těchto poruch spadají a vysvětleno, co se jedinci děje při onemocnění a jak se při tom chová. 

## Poruchy vnímání
Každá porucha vnímání je zároveň symptomem mnoha chorob, a to i u zdravých lidí.
Lehčí poruchy vnímání (iluze, optické klamy) nemusí znamenat duševní nemoc, může je mít občas každý. Vliv na vnímání mají zájmy, sociokulturní prostředí, v němž jedinec vyrůstal či v něm žije.
Vážnější poruchy – psychóza, hluboké duševní poruchy.
Nelze oddělit od paměti, způsobu myšlení apod.

### Smyslové klamy
Způsobené subjektivním zpracováním smyslové zkušenosti, orgánovou nedokonalostí + fyzikální náležitostí objektů (společně všem lidem). Naše smyslové orgány nejsou dokonalé, jsou senzoricky omezeny. Nejčastěji jde o chyby v odhadu vzdálenosti, velikosti podnětů (např. ponoření hole do vody = vypadá jako zlomená (díky lomu světla)). 

#### Paobrazy
Stopy (doznívání) zrakových vjemů. Negativní či pozitivní. Většinou v komplementárních barvách (např. Pozorujeme-li černý čtverec a pak se podíváme na šedou plochu uvidíme čtverec bílý). Tyto paobrazy trvaní pouze pár vteřin. 

#### Eidetismus
Schopnost vyvolat smyslovou představu s velkými detaily a přesností, že kopíruje skutečnost. Představa, kterou si člověk vybaví, je natolik reálna, že překrývá skutečnost. Do jistého věku je to normální. Často je u dětí a u umělců. 

#### Živá představa
Není tak přesná, méně detailní. Má určitou senzorialitu. Je častá. Když se v ní jedinec ztratí může to vyvolat halucinaci. Důležité je zde emoční zážitek – síla (např. žena si myslí, že je těhotná i když není). Může zvýraznit míru prožívání situace a vést až k hysterii. 

#### Synestesie
Sloučení dvou smyslových vjemů. Nejčastěji to jsou zrak a sluch (ten znak) slyšet barevně (fotismus), zvukový doprovod při vidění (fonismus). Např. poslech daného zvuku vyvolává barevný vjem nebo naopak pohled na nějakou barvu vyvolá v nás určitý zvuk. 

### Iluze
Iluze jsou nesprávné, zkreslené a deformované vnímání reálných podnětů.
Pravé iluze nemocný jedinec prožívá bez jakékoli korekce, myslí si, že je to skutečné, je o tom naprosto přesvědčen. K tomu, co skutečně vnímá přidává cizí, nereálné vlastnosti a věří, že vjem odpovídá skutečnosti. Jsou lehce zaměnitelné s halucinacemi.

#### Zrakové
V klidném obličeji vidí hrozivý, posměšný výraz – záměna osob = v ošetřovatelce vidí svou dceru, v poštovním doručovateli ďábla.

#### Sluchové
V praskání parket a nábytku slyší hlasy. 

#### Pickovy vize
Zkreslení plochy: boření přímek, dojem borcení, posunování křivé stěny. Často představa o procházení zdí a zavřenými dveřmi. 

#### Pseudoiluse (nepravé iluze)
Jedinec si uvědomuje že iluze není reálná. Nevěří v jejich reálnou existenci. Zaujme k iluzi kritický postoj. Nepravost si uvědomí sám nebo podle vnějšího prostředí. Zkreslení za normálních okolností (únava, strach, intoxikace). 

#### Pareidolie
Schopnost vidět v různých tvarech jiné objekty a tvary, cílená a vědomá činnost. Často využívají kartářky (lití olova). Mraky na obloze nám něco připomínají. Psychologie je používá v projektivních testech (Rorschachův test). Málo strukturovanému podnětu přikládáme konkrétní význam. 

### Psychosensorické poruchy
Porucha vnímání vlastního těla i různých kvalit vnějších skutečností. Vzniká pocit nejistoty, odcizení a neskutečnosti. Zachovaný náhled vědomí, že jde o falešný vjem. Často se objevují při epileptických záchvatech. 

#### Depersonalizace
Porucha zřetelného citového prožívání při vnímání sebe nebo okolí (jako ve snu) odcizení. Jedinec má pocit, že není ve svém, ale že je jinde. Může být i u zdravých lidí například při únavě. Často bývá u schizofrenie, epilepsie apod. 

#### Autopsychická
Odcizení vlastních myšlenek a emocí (jedinec ví, že miluje své děti, ale necítí k nim žádnou lásku). Duševně si jedinec připadá sám sobě cizí. 

#### Somatopsychická
Pocit odcizení. Jedinec má pocit, jako by to nebyl on. Často se kontroluje v zrcadle, jestli je to on. 

#### Allopsychická (derealizace)
Pocit cizoty okolí, nereálnosti, neskutečnosti okolního světa.
Derealizace = orientuje se ve světe, ale ten je mu cizí. 

#### Pocit rozdvojení osobnosti
Sebe považuje za jinou osobu, ale nechybí pocit identity se svou základní osobností. 

### Déja
Jedinec má pocit, že se setkává s tím, s čím se již dříve setkal.
Vu – pocit už viděného, pocit, že to, co vidíme poprvé jsme už viděli dříve. Vécu – iluze již jednou prožitého, pocit, že právě prožívaná situace se již jednou stala, neumíme však určit čas a ani místo, kde k ní došlo. Entendu – pocit dříve slyšeného. Pocit, že právě vnímané bylo již slyšeno dříve. Eprouvé – iluze nikdy neslyšeného, neviděného, neprožitého. 

### Porucha vnímání reálných proporcí
Fantom údu. Po odnětí končetiny zůstává pocit, že jí stále máme (cítíme bolest, jako by tam stále ta končetina byla).
Metamorfopsie je zrakový klam, změna formy a barvy pohyblivého objektu. Předměty jsou pokřivené – Pickovy vize – rohy a hrany budov jsou vnímány pokřiveně.
Allestesie – vnímání něčeho cizího v prostoru, předměty vidíme umístěné jinde, než ve skutečnosti jsou.
Makropsie – vidíme věci větší, než jsou.
Mikropsie – vidíme věci menší a vzdálenější, než jsou. 

### Halucinace
Halucinace jsou nereálné vjemy bez vnějších podnětů, pro nemocného jedince jsou však reálné. Halucinace ovlivňují jednání a náhled jedince. Je to nejzávažnější porucha smyslového vnímání. 

#### Halucinace elementární
Hlavní klamné počitky jsou jiskry před očima, barevné skvrny, oheň, stíny. 

##### Fotony
Nemocný vidí záblesky, jiskry jednotlivých barev, na základě poruchy a intoxikace.

##### Akoasmata
Akoasmata jsou jednoduché sluchové halucinace, neurčité zvuky (praskot, šustění, nářek, hukot vody, skřípění).

##### Olfakce (odorace)
Olfakce se týká čichu. Nemocný jedinec cítí nepříjemné pachy (např. plyn).

##### Gustace
Gustace jsou klamné chuťové pocity (to jídlo je zkažené, jedovaté, jedinec cítí odpornou chuť v puse).

##### Tělocitné halucinace
Jedinec cítí bolest a tlak tam, kde ho nemá co bolet. Například: svědění, brnění, že mu pod kůží lezou brouci (podnětem je jeden senzor, odděleno). 

#### Halucinace komplexní
Jsou to halucinace jednoho nebo více smyslů. Jsou to pravé halucinace zahrnují poruchu při vnímání jedním smyslem či kombinací smyslů (naráz) při kompletním vjemu. 

##### Halucinace zrakové, visuální, optické
Jsou velmi různorodé. Nejsou však nejčastější. Méně časté než sluchové; nejvíce členěné, pestré, mohou být kontaminovány realitou. Jednodušší halucinace mohou být následkem poškození mozku, hodně u epilepsie.
- Mikrozoopsie halucinace malých zvířat (myší), vliv pravděpodobně neurotransmitery v mozku. Časté pro delirium tremens.
- Hemianoptické je halucinace při niž je vidění lokalizováno do slepé poloviny zorného místa.
- Extrakampinní Halucinace bývá lokalizovaná mimo zorné pole, mimo dosah dotyčného smyslového orgánu. Jedinec vidí, co se mu děje za zády, aniž by se ohlédl.
- Autoskopické nemocný jedinec „vidí“ sám sebe. Často vypadá jako průhledný dvojník. Dvojník může přikazovat jedinci, co má dělat. [2]

##### Halucinace sluchové, auditivní
Nejčastější. Hodně u schizofrenie. Jedinec často slyší hlasy (psychotický projev) následek, povídá si sám se sebou
- Teleologické halucinace hlasy „radí“, co má jedinec dělat (pomlouvají ho, chválí ho, radí, co má dělat do budoucna).
- Antagonistické halucinace: jedinec slyší více hlasů, s některými souhlasí k některým cítí antipatii. Hlasy se hádají o něm.
- Imperativní halucinace mohou být velice nebezpečný. Jsou to verbální halucinace, obsahující příkazy, mohou nadávat, vysmívat se apod., řídí se jimi – sebepoškození, ublížení blízkému, terorismus, směřují k jednání. [2]

#### Halucinace reflektorické (reflexní)
Jedinec vnímá reálný podnět. To, co vnímáme zrakem, jedinec cítí na svém těle (vidí jehlu → pociťuje píchnutí, vidí sportovce při závodu → cítí svalovou únavu). Málo časté.

##### Kahlbaumovy halucinace
Jedinec má hrubé zkreslení vjemů, například slyší ve zvonění kostelního zvonu výhrůžky. Nejčastěji slyší v různých zvucích výhrůžky.

##### Halucinace inadekvátní
Vnímá smyslové pocity jinými tělesnými orgány, než příslušnými částmi těla (slyším hlasy zubany či rukama, vyplázne jazyk – vidí jím). 

##### Halucinace negativní
Pacient ignoruje objekt, nevšímá si ho, nevnímá, co by vnímat mohl, dělá opak nebo vůbec nevnímá, necítí bodání špendlíku, chceme, aby se posadil – lehne si. 

#### Halucinace nepravé (pseudohalucinace)
Takové halucinace, kdy nemocný je schopen získat náhled na to, že jde pouze o halucinace, a ne o realitu. 

## Poruchy myšlení
Myšlení je součást psychiky, propojuje s realitou, naučíme se myslet až vývojem. Myšlení se často dělí na vědomé, probíhající v představách a kontrolované. 

### Kvantitativní poruchy myšlení

#### Zpomalené myšlení (útlum myšlení)
je zpomalené tempo myšlení, je snížena dynamika myšlení
- bradypsychismus – celkové tempo myšlení je pomalé, odpovídá po pauze, myšlení mu činí potíže, představy se vybavují pomalu, rychle se unavuje. Vyskytuje se u lidí vyčerpaných, mentálně retardovaných, unavených a u depresivních jedinců. Často jedinec nedokáže odpovědět ani na otázku. 

#### Překotné myšlení (myšlenkový trysk)
- tachypsychismus – zrychlené myšlení, někdy až myšlenkový trysk. Jedinec mluví rychle a mnoho = překotné mluvení (logorhoea). Může se stát, že velmi rychlému myšlení nestačí řeč, tím se stane, že jedinec nestíhá zformulovat tolik myšlenek a kvůli tomu se formulace stane nesouvislá (pseudolnkoherence) a nesmyslná. 

#### Roztržité myšlení
Do myšlení zasahuje cizí element, pochody, problémy, něco v okolí. Jedinec se špatně soustřeďuje. Má 2 možné příčiny: 1) přílišná koncentrace, 2) rozptylování. 

#### Zabíhavé myšlení
Nerozlišují se podstatné a nepodstatné věci. Při směřování k cíli má několik nepodstatných odboček k vedlejším tématům, pak se k hlavnímu tématu už nevrátí. Bývá při demenci, mánii a poškození mozku.

#### Nevýpravné myšlení
Nepostupuje kupředu. Jedinec se neustále opakuje o stejné myšlence a popisuje jí stále stejně, občas jen verbálně obmění. Vyskytuje se u starých lidí, jedinců s mentální retardací, u lidí s demencí a u epileptiků. 

#### Ulpívavé myšlení = perseverace
Člověk ulpívá na slově nebo větě, kterou stále dokola opakuje či opakovaně do řeči zapojuje. U zdravého jedince se vyskytuje při únavě či rozespalosti. U nemocného jedince se vyskytuje u počínající demence a při organickém poškození mozku. 

### Kvalitativní porucha myšlení

#### Myšlenkový záraz
Bezdůvodně se jedinec zarazí uprostřed jinak plynulé řeči. Vyskytuje se u schizofreniků, demence, únavy. Trvá do 10 sekund. 

#### Inkoherentní (nesouvislé) myšlení
Jedná se o porušení logického řádu myšlenek, řeč se stává nesouvislá. Ztrácí obsahovou souvislost. Pokud je postižena i gramatická stavba řeči, jedná se o agramatismu. Pokud jsou jednotlivá slova absolutně bez návaznosti jedná se o slovní salát. 

#### Allogenní (podvržené) myšlenky
Jedinec má pocit, že jeho myšlenky nejsou jeho, že mu je někdo vsugeroval a „dává“ mu je do mysli. Značí se tímto vždy závažná psychická porucha. Někdy bývají označovány jako intrapsychické halucinace. 

#### Autistické (dereistické) myšlení
Jedinec s poruchou autistického myšlení je odkloněný od reality, zabývá se pouze svým vnitřním světem, který řídí podle autistických představ. Uzavírá se do svého světa, na okolí nereaguje. Nedbá ani na okolní nebezpečí. Autistické představy jsou často fantastické obsahy a plnění si nereálných fantazií a romantických přání. 

#### Katathymní myšlení
Myšlení zkreslené silnými emocemi, předsudky, prestiží, vlastními zájmy; nekritické v neověřování premis („všichni cikáni kradou“), jedná pod vlivem mýtů a předsudků. Emoce mají velký vliv, jak lidé přemýšlí. Setkáme se s tímto myšlením u dogmatiků, v primitivních společnostech, mentálně retardovaných jedinců a u teroristických skupin. 

#### Dominující myšlenka
Silně emočně orientovaný myšlenkový proud k jisté problematice. Nejčastěji jde o obavy z budoucnosti, starost o rodinu, hypochondrie a starosti. Může být i u zdravých lidí. 

#### Obsedantní myšlenky
Mezi poruchy myšlení se řadí, protože omezují myšlenkový tok od jeho spontánnosti. Jsou to vtíravé a neodbytné myšlenky. Nedají se vůlí potlačit. Mohou to být pochybnosti, nesmyslné nápady a obavy. Je to například u pověr, aby se něco nezakřiklo, raději to „zaťukáme“ do dřeva, stoupání si na kanál, nebo mít u sebe nějaký talisman. 

### Bludy
Blud je mylné přesvědčení, vzniklé z chorobných duševních předpokladů na chorobném psychotickém podkladu, kterému nemocný chorobně věří a které má patický vliv na jeho jednání. Je to nevývratné a mylné přesvědčení vycházející z nesprávného předpokladu, pro nemocného jedince není potřeba dokazování pravdivosti, protože tomu naprosto věří. 
- Krystalizační fáze je prvotní fáze, ještě před úplným propuknutím nemoci. Jedinec si stěžuje, že se okolo něho něco děje, že se vše změnilo, je neklidný, má obavy, že jde o něco zlověstného. Až pak dospívá k přesvědčení, co to způsobilo (nepřítel) a formuluje bludné přesvědčení. Má dojem, že k tomuto přesvědčení dospěl na podkladu nezvratných důkazů a je tudíž pravdivé.
- bludy reziduální = zůstane-li blud po vyléčení organického onemocnění (zůstává i po odeznění psychózy)
- bludy retrográdní = spojen s nemocí. Bludný výklad minulosti, přičemž v době, které se týká, nevykazoval žádné bludné projevy, působí zpětně – vliv na vzpomínky
- bludy indukovaný = soužití s člověkem, který trpí bludy, může vyvolat u zdravých lidí stejné bludy, po separaci u zdravého člověka spontánně odezní, je to reverzibilní proces. [4]

#### Bludy makromanické (expansivní, vyvýšené)
Chorobné přeceňování vlastností, schopností, síly, chytrosti, zdraví a celkového významu své osoby. Bývají spojeny s manickou náladou. 

#### Bludy extrapotenční
Jedinec je přesvědčen o svém nadání, svých schopnostech a o své síle, které přesahují myslitelné hranice (umím létat, můžu se stát neviditelným). 

#### Bludy megalomanické (velikášské)
Přesvědčení o neobyčejném významu své osoby.
Blud originární (genealogické) = je přesvědčen o svém vznešeném původu, následně to dokazuje.
Blud inventorní = jedinec má pocit, že je velký vynálezce, myslí si, že vynalezl něco významného, ale často je to něco nesmyslného.
Blud reformátorský = je vyvolen k uskutečnění převratných společenských změn (sekty, spolky, hnutí, náboženství).
Blud religiózní = vznik nového náboženství, má pocit, že je ztělesněním Boha, či prorokem. 

#### Bludy mikromanické (depresivní)
Jedinec je přesvědčen o vlastní nevýznamnosti, provinění, chorobnosti
Mikromanické bludy bývají spojeny s depresivní anxiozní náladou. Pacient se domnívá, že má nevyléčitelnou nemoc.

#### Bludy hypochondrické
Jedinec si myslí, že trpí nějakou nevyléčitelnou, zákeřnou či dosud neobjevenou chorobou (nádor, AIDS, kapavka, rakovina, vyžrané vnitřnosti). Opakovaně dochází za lékaři a nálezy jsou stále s negativní výsledky. 

#### Bludy autoakuzační
Jedinec se obviňuje za věci, za které si připisuje vinu i když nic z toho nemohl ovlivnit. Obviňuje se například z války, zemětřesení, nebo, že se stala někomu nehoda. 

#### Bludy negační (nihilistický)
Jedinec popírá zjevné skutečnosti týkající se jeho osoby a jeho okolí. Popírá existenci svých orgánů a celého těla. Může dojít i k popření celého světa. 

#### Bludy insuficienční
Jedinec je přesvědčen o své neschopnosti, není ničeho schopný, podceňuje se (inteligenci, paměť, zručnost). 

#### Bludy obavné
Jedinec se bojí číhající katastrofy, živelních pohrom, která mohou postihnout jeho rodinu. 

#### Bludy ruinační
Jedinec se bojí finančního úpadku a chudoby. Bojí se, že v blízké době zkrachuje. 

#### Bludy Pseudomegalomanické
Jsou to bludy s depresivním nábojem. Obává se z přeceňování svého chování, svých činů.
Blud enormity – je tak veliký, že vytlačí ostatní lidi ze země, močí zaplaví Zemi apod.
Blud etemity (ahasverismus) – čeká ho věčný život = trest, bude věčně trpět. 

#### Paranoidní bludy
Bludy na základě chorobné vztahovačnosti. Základem je nemístná a neodůvodněná vztahovačnost projevů okolí k sobě (projdu kolem někoho, kdo se směje – směje se mně) a podezíravost běžným událostem dává význam, že ho bude pronásledovat, někdo mu bude nevěrný, bylo mu ublíženo. Nelze přesvědčit o opaku. 

#### Bludy perzekuční (kverulace)
Jedinec má představu, že je sledován, pozorován či pronásledován. Je obětí spiknutí. Jedinec si může vyrábět nejrůznější masky, brnění, krunýře, které ho před světem ochrání. Útočí na domnělé nepřátele.

#### Bludy emulační
Jedinec je nezvratně přesvědčen o nevěře partnera. Je nedůvěřivý, chorobný, nesmyslný. Typické pro schizofreniky, senilní demenci, chronické alkoholiky. Své názory zdůvodňuje vedlejšími argumenty.  

#### Bludy erotomanický
Jedince miluje nějaká osoba, často významná či slavná. Je žádoucím erotickým objektem. 

## Poruchy paměti
Paměť je schopnost přijímat, ukládat, uchovávat a reprodukovat získané informace. Poruchy paměti se mohou týkat paměťového procesu, délky zapamatování a z hlediska modality zapamatovaného informace. Poruchy paměti dělíme na kvalitativní a kvantitativní poruchy.

### Kvantitativní poruchy paměti

#### Hypermnézie
Zvýšení paměti, většinou jednostranně. Výsledkem mohou být nepřesnosti a zkreslení zapamatovaného, může se vyskytnout například u mánie. 

#### Hypománie
Hypománie je oslabení paměťové funkce buď v jejích dílčích stránkách nebo celkově. 

#### Amnézie
Amnézie znamená ztrátu paměti či její části. Například po úrazu hlavy. Dělíme je na retrográdní (nepamatuje si, co předcházelo úrazu) a anterográdní (chybí vzpomínky po nabytí vědomí)
Palimpsest (alkoholové „okno“) je výpadek paměti jako jeden ze symptomů chronického alkoholismu. 

### Kvalitativní poruchy paměti

#### Paramnézie
Jsou charakteristické tím, že si jedinec neuvědomuje, že jeho vzpomínky jsou nepřesné, zkreslené či falešné, je si jist, že si to pamatuje správně. 

#### Vzpomínkový klam
Jedinec si něco přečetl v knížce, časopisech nebo slyšel v příbězích a má pocit, že to skutečně prožil. 

#### Kryptomnézie (neúmyslné plagiáty)
Jedinec vydává cizí myšlenky za své, jelikož si nepamatuje, že mu je někdo řekl, má pocit, že je vymyslel sám. 

#### Ekmnézie
Jedinec nemá správnou časovou lokalizaci. Jeho vzpomínky jsou pravdivé, ale čas nesedí. Například povídá o události, která se stala před lety, ale on to vypráví, jako by se to stalo včera. 

#### Konfabulace
Jedná se o domýšlení si částí informací. Informace je správná, ale pokud si jedinec na část nevzpomene, nahradí jí lživou informací (nepravdivým údajem). S časovým odstupem na stejnou otázku odpoví jinak (nepravdivým údajem). 

#### Pseudologia phantastica (bájivá lhavost)
Jedinec se natolik vcítí do svých fantazií, že přestane rozlišovat realitu od fantazie. Jedinec usiluje o pozornost a chce být středem zájmu. U dětí je to běžné.

## Poruchy řeči
Řeč je schopnost člověka vyjadřovat obsah vědomí pomocí verbálních prostředků. Řeč je mluvená, písemná, znaková. 

### Poruchy receptivní složky
Jedinec není schopen dobře porozumět verbálnímu sdělení. Jedná se například o receptivní dysfázie či afázie, tyto poruchy vznikají v důsledku postižení oblasti v kůře levé mozkové hemisféry. 

### Poruchy expresivní složky
Tyto poruchy lze rozdělit na postižení obsahu a její formální podoby. 

### Expresivní dysfázie (afázie)
Jedinec není schopen se adekvátně vyjádřit mluveným slovem. Příčinou je postižení Borocova centra v levé části mozkové hemisféry. 

### Dysartie (porucha artikulace)
Nepřesné vyjadřování. Příčinou je narušení motoriky mluvidel. 

### Balbuties
Balbuties je koktavost, porucha plynulosti řeči. 

### Mutismus
Nemluvnost. Jedinec nemluví, i když to umí, má k tomu nějaký důvod. Většinou je to dočasné. 

## Poruchy emocí
Emoce jsou složité psychické funkce. Jsou vyjádřením vnitřního postoje a vztahu jedince k sobě a okolním jevům a situacím. Jsou vysoce subjektivní a dynamické. Z hlediska intenzity a doby trvání je rozdělujeme na afekty (intenzivní, prudká a emotivní reakce) a nálady (dlouhodobé, emotivní podbarvení).

### Afekt
Představuje náhle vzniklé, bouřlivé, prudké a rychlé emoce. Jsou krátkodobé, ale mají velkou intenzitu a doprovázejí je zřetelné fyziologické změny (zrudnutí, zblednutí, zčervenání)

#### Patický afekt
Nejvýše vystupňovaná intenzita afektu, výbuch, na jehož vrcholu dochází k poruše vědomí. (na tuto dobu bývá amnézie)

#### Nezvládnutý afekt
Jedinec ví, co dělá, ale má zhoršení ovládání se. Není porucha vědomí.

#### Afektivní stupor
Krátkodobé. Po hrůzném, silném zážitku, jedinec není schopen reakce, pohybu, vypadá jakoby „zamrzl“. 

### Nálada
Dlouhodobě trvající emoce. Může však být občas proměnlivá. Ovlivňuje psychické funkce a tělesné projevy.

#### Expanzivní nálada
Zahrnuje patologické zvýšení nálady.

#### Euforie
Je spojena s pocitem blaženosti a extrémní spokojenosti. 

#### Manická nálada
Je většinou bez zábran, veselá, nespoutaná. Nárůst sebevědomí. Zvýšená až nekontrolovatelná aktivita, příval myšlenek a zrychlením myšlením. 

#### Moria
Moria je velmi veselá nálada, avšak se v té chvíli jedinec chová nevhodně, mluví vulgárně, je sexuálně provokativní, urážlivý a nemístné vtipkování, kterým lidi obtěžuje. 

#### Extatická nálada
Obsahuje pocit naprostého štěstí, blaženosti, které jsou spojeny s náboženskými nebo sexuálními prožitky. 

#### Explozivní nálada
Je velice výbušná nálada. Intenzivně reaguje i na malé podněty. 

#### Rezonantní nálada
Je to nálada výrazně podrážděná a nevlídná, může být spojena s agresí. 

#### Depresivní nálada
Je spojena se smutkem, pesimismem a ztrátou perspektivy, smyslu a motivace.

#### Bezradné nálady
Je spojena s bezradností až neschopností rozhodnout se. 

#### Anhedonická nálada
Jedinec není schopný se z ničeho radovat. 

#### Úzkostné nálady
Jsou spojeny s chorobnou úzkostí nebo patologickým strachem.

#### Úzkosti (anxiet)
Subjektivní a velmi nepříjemný pocit, nemá konkrétní obsah. Projevuje se nepohodou, napětím a strachem. Výrazně v jedinci narůstá vnitřní tenze. Mezi příznaky patří zrychlení dechové a tepové frekvence, pocení, svalová slabost a podobně. 

#### Patologický strach (fobie)
Má konkrétní obsah. Může jím být určitý objekt, situace či činnost. Fobie jsou iracionální. Udává se, že bylo popsáno odhadem dvě stě konkrétních fobií. 

## Poruchy pozornosti
Pozornost je schopnost vědomí soustředit se na informace, které jsou v danou chvíli a situaci vhodné. 

### Hyperprosexie
Zvýšená pozornost. Není tak žádoucí, jak by se mohlo zdát. Většinou se jedná o selektivní pozornost, například u paranoidních lidí, kteří se zaměřují na vše, co by jim mohlo uškodit.

### Hypoprosexie
Snížená pozornost. 

### Aprosexie
Ztráta pozornosti. 

### Paraprosexie
Změna pozornosti v napjatém očekávání určité situace, proto je reakce jedince předčasná nebo opožděná. 

## Poruchy jednání
Jednání lze brát jako plánovité, promyšlené a cílené chování. Znamená to, že člověk volí z možných variant, jak se zachovat. Úmyslné jednání závisí především na funkci prefrontálního systému, jehož centrum umožňuje adekvátní zpracování různých informací a volí tomu odpovídající jednání. Porucha jednání je buď snížením celkové úrovně aktivity (hypoaglita) nebo nadměrnou aktivitou a tím i zvýšením jednání (hyperagilita). 

### Impulzivní jednání
Při tomto jednání má jedinec tendenci k náhlým, často i chorobným nápadům, úplně bez rozmyslu a bez pomyšlení na následky. Často i bez emočního prožitku. Např. jedinec náhle skočí z okna. 

### Raptus
Náhlé vzniklé zuřivé a útočné jednání, které vyplývá z úzkosti. Často se objevuje u schizofreniků. Např. jedinec někoho bezdůvodně a nesmyslně napadá. 

### Katatonní porucha
Katatonní porucha se vyznačuje nepřiměřenými motorickými projevy. Existují dva typy forem. První formou je velký útlum pohybu až úplná strnulost (stuporózní forma). Druhou formou je nadbytek projevů a zbytečné neúčelné pohyby (produktivní forma). 

### Nutkavé, obsedantní jednání
Vyplývá z vtíravých myšlenek. Jedinec je vnitřně nucen k činnosti, která mu je však nepříjemná, ale nemůže přestat, jinak by došlo uvnitř k nárůstu úzkosti a nepříjemného napětí. 

## Poruchy vůle
Vůle je osobnostní vlastnost, která cílevědomě reguluje vlastní činnost. Poruchy vůle můžeme považovat za narušení autoregulace.

### Abulie
Znamená ztrátu vůl neschopnost cokoli chtít a o něco usilovat.

### Hypobulie
Nerozhodnost k zahájení určité činnosti, nedostatek mobilizace úsilí.

### Hyperbulie
Neadekvátní zvýšení aktivity vůle, realizování nápadů bez rozmyslu. 

## Poruchy pudů
Pudy jsou vrozené, vývojově staré a druhově specifické reakce na podněty, mají charakter stereotypů. Jejich nejnižší formy bez individuální variability se nazývají instinkty. 

### Poruchy pudu obživy
Projevuje se bulimií, což je nesmyslné přejídání a následné zvracení. Opačná porucha obživy je anorexie, což je chorobné snížení příjmu potravy, při které vzniká až odpor k jídlu. 

### Poruchy pudu sebezáchovy
Projevuje se sebepoškozováním až sebevražedným jednáním. 

### Poruchy pohlavního pudu
Projevují se změnou intenzity či zaměření nebo odchylným způsobem sexuálního uspokojování (sadismus, masochismus). 

### Poruchy rodičovského pudu
Projevuje se zanedbáváním péče o děti, nezájmem o ně, či dokonce týráním. 

## Fenomenologická psychopatologie
Jednou z nejméně zastoupených oblastí současné psychologie v České republice je fenomenologická psychopatologie.
"Fenomenologická psychopatologie rozvíjí rámec přístupu k duševním nemocem, v němž jsou minimalizovány teoretické předpoklady a upřednostňovány formy a obsahy subjektivního prožívání pacienta." Zásadní je, že fenomenologická psychopatologie se snaží "dát slovo pacientům" a jejich subjektivitě "místo aby pouze posuzovala jejich abnormality podle předem strukturovaných rozhovorů".
Fenomenologická psychopatologie se vymezuje vůči perspektivám v psychologii, která lze označit jako přetechnizované, naturalistické, pozitivistické, statistické a  v  tomto kontextu odlidštěné pohledy na lidskou subjektivitu. Rovněž, fenomenologická psychopatologie považuje za zásadní nezplošťovat lidskou bytost, se kterou se v klinické praxi setkáváme.
Oproti České republice, v celosvětovém měřítku je zájem o fenomenologickou psychopatologii velký a v čele stojí osobnosti jako Dan Zahavi a Giovanni Stanghellini. V České republice se fenomenologických přístupem v rámci schizofrenie zabývala Eva Syřišťová, nicméně nikdy zde nevznikla tradice, která by navazovala na její intelektuální odkaz.